# Юр'єво (Дєдовицький район)
Юр'єво (рос. Юрьево) — присілок в Дєдовицькому районі Псковської області Російської Федерації.
Населення становить 15 осіб. Входить до складу муніципального утворення Пожеревицька волость.

## Історія
Від 2015 року входить до складу муніципального утворення Пожеревицька волость.

## Населення
| 2001 | 2002 | 2010 |
| ---- | ---- | ---- |
| 10   | ↘6   | ↗15  |